# Real Federación Española de Fútbol
Die Real Federación Española de Fútbol (kurz RFEF, deutsch Königlich-spanischer Fußballverband) ist der offizielle Fußballverband in Spanien.
Der RFEF hat seinen Sitz in der verbandseigenen Sportanlage Ciudad del Fútbol in Las Rozas, einem Vorort von Madrid. Er ist seit der Gründung im Jahre 1913 FIFA-Mitglied und gehört seit 1954 zur UEFA. Präsident ist derzeit Pedro Rocha, der den Verband nach dem Rücktritt von Luis Rubiales im September 2023 bereits interimsweise geführt hatte. Sportdirektor ist seit 2023 Albert Luque.
Der Verband organisiert La Liga, alle unteren Ligen und das spanische Nationalteam. Auch Futsal, auf Vereins- und Nationalmannschaftsebene, unterliegt dem Königlich-spanischen Fußballverband.

## Regionalverbände
Die RFEF besteht aus 19 regionalen oder territorialen Verbänden, die für die Organisation des gesamten nicht-professionellen Fußballs in den verschiedenen autonomen Gemeinschaften und Städten Spaniens verantwortlich sind.
- Andalusien: Real Federación Andaluza de Fútbol (RFAF)
- Aragonien: Real Federación Aragonesa de Fútbol (RFAGF)
- Fürstentum Asturien:  Real Federación de Fútbol del Principado de Asturias (RFFPA)
- Kanarische Inseln:  Federación Canaria de Fútbol (FCF)
- Kantabrien: Federación Cántabra de Fútbol (FCBF)
- Kastilien und León: Real Federación de Castilla y León de Fútbol (RFCYLF)
- Kastilien-La Mancha: Federación de Fútbol de Castilla-La Mancha (FFCLM)
- Katalonien:  Federación Catalana de Futbol / Federació Catalana de Futbol (FCF)
- Ceuta:  Real Federación de Fútbol de Ceuta (FFCE)
- Valencia: Federación de Fútbol de la Comunidad Valenciana / Federació de Futbol de la Comunitat Valenciana (FFCV)
- Madrid:  Real Federación de Fútbol de Madrid (RFFM)
- Extremadura: Federación Extremeña de Fútbol (FEXF)
- Galizien: Real Federación Gallega de Fútbol / Real Federación Galega de Fútbol (RFGF)
- Balearen: Federación de Fútbol de las Islas Baleares / Federació de Futbol de les Illes Balears (FFIB)
- La Rioja: Federación Riojana de Fútbol (FRF)
- Melilla:  Federación Melillense de Fútbol (FMF)
- Region Murcia:  Federación de Fútbol de la Región de Murcia (FFRM)
- Navarra:  Federación Navarra de Fútbol (FNAF)
- Baskenland: Federación Vasca de Fútbol / Euskadiko Futbol Federakundea (FVF / EFF)

## UEFA-Fünfjahreswertung
Platzierung in der UEFA-Fünfjahreswertung:
(in Klammern die Vorjahresplatzierung). Die Kürzel CL, EL und CO hinter den Länderkoeffizienten geben die Anzahl der Vertreter in der Saison 2025/26 der Champions League, der Europa League sowie der Conference League an.
- 01.  (01)  England (Liga, Pokal, Ligapokal) – Koeffizient: 104.303 – CL: 4, EL: 2, CO: 1
- 02.  (04)  Italien (Liga, Pokal) – Koeffizient: 90.284 – CL: 4, EL: 2, CO: 1
- 03.  (02)  Spanien (Liga, Pokal) – Koeffizient: 89.489 – CL: 4, EL: 2, CO: 1
- 04.  (03)  Deutschland (Liga, Pokal) – Koeffizient: 86.624 – CL: 4, EL: 2, CO: 1
- 05.  (05)  Frankreich (Liga, Pokal, Ligapokal) – Koeffizient: 66.831 – CL: 4, EL: 2, CO: 1

Stand: Ende der Europapokalsaison 2023/24